# Olympische Sommerspiele 2012/Teilnehmer (Liechtenstein)
| Gelbes Symbol für Goldmedaillen mit stilisierten Olympischen Ringen | Graues Symbol für Silbermedaillen mit stilisierten Olympischen Ringen | Braundes Symbol für Bronzemedaillen mit stilisierten Olympischen Ringen |
| ------------------------------------------------------------------- | --------------------------------------------------------------------- | ----------------------------------------------------------------------- |
| —                                                                   | —                                                                     | —                                                                       |

Liechtenstein nahm in London an den Olympischen Spielen 2012 teil. Es war die insgesamt 16. Teilnahme an Olympischen Sommerspielen. Vom Liechtenstein Olympic Committee wurden drei Athleten in drei Sportarten nominiert.
Im Tennis erhielt Stephanie Vogt vom Tennisweltverband (ITF) eine Wildcard. Auch bei den vorherigen Spielen in Peking hatte sie eine Wildcard erhalten, musste ihren Start jedoch verletzungsbedingt absagen. Vogt ist auch Fahnenträgerin des liechtensteinischen Teams bei der Eröffnungsfeier.

## Teilnehmer nach Sportarten

### Leichtathletik
Laufen und Gehen
| Athleten       | Wettbewerb | Vorlauf | Vorlauf | Halbfinale | Halbfinale | Finale    | Finale | Rang |
| Athleten       | Wettbewerb | Zeit    | Rang    | Zeit       | Rang       | Zeit      | Rang   | Rang |
| -------------- | ---------- | ------- | ------- | ---------- | ---------- | --------- | ------ | ---- |
| Männer         |            |         |         |            |            |           |        |      |
| Marcel Tschopp | Marathon   | –       | –       | –          | –          | 2:58:54 h | 75     | 75   |

### Schwimmen
| Athleten      | Wettbewerb     | Vorlauf     | Vorlauf | Halbfinale  | Halbfinale | Finale        | Finale        | Rang          |
| Athleten      | Wettbewerb     | Zeit        | Rang    | Zeit        | Rang       | Zeit          | Rang          | Rang          |
| ------------- | -------------- | ----------- | ------- | ----------- | ---------- | ------------- | ------------- | ------------- |
| Frauen        |                |             |         |             |            |               |               |               |
| Julia Hassler | 400 m Freistil | 4:12,99 min | 27      | –           | –          | ausgeschieden | ausgeschieden | ausgeschieden |
| Julia Hassler | 800 m Freistil | 8:45,73 min | 6       | 8:35,18 min | 17         | ausgeschieden | ausgeschieden | ausgeschieden |

### Tennis
| Athleten       | Wettbewerb | 1. Runde         | 1. Runde | 2. Runde      | 2. Runde      | Achtelfinale  | Achtelfinale  | Viertelfinale | Viertelfinale | Halbfinale    | Halbfinale    | Finale        | Finale        |
| Athleten       | Wettbewerb | Gegner           | Ergebnis | Gegner        | Ergebnis      | Gegner        | Ergebnis      | Gegner        | Ergebnis      | Gegner        | Ergebnis      | Gegner        | Ergebnis      |
| -------------- | ---------- | ---------------- | -------- | ------------- | ------------- | ------------- | ------------- | ------------- | ------------- | ------------- | ------------- | ------------- | ------------- |
| Frauen         |            |                  |          |               |               |               |               |               |               |               |               |               |               |
| Stephanie Vogt | Einzel     | Anna Tatischwili | 2:6, 0:6 | ausgeschieden | ausgeschieden | ausgeschieden | ausgeschieden | ausgeschieden | ausgeschieden | ausgeschieden | ausgeschieden | ausgeschieden | ausgeschieden |